# Empicoris vagabundus

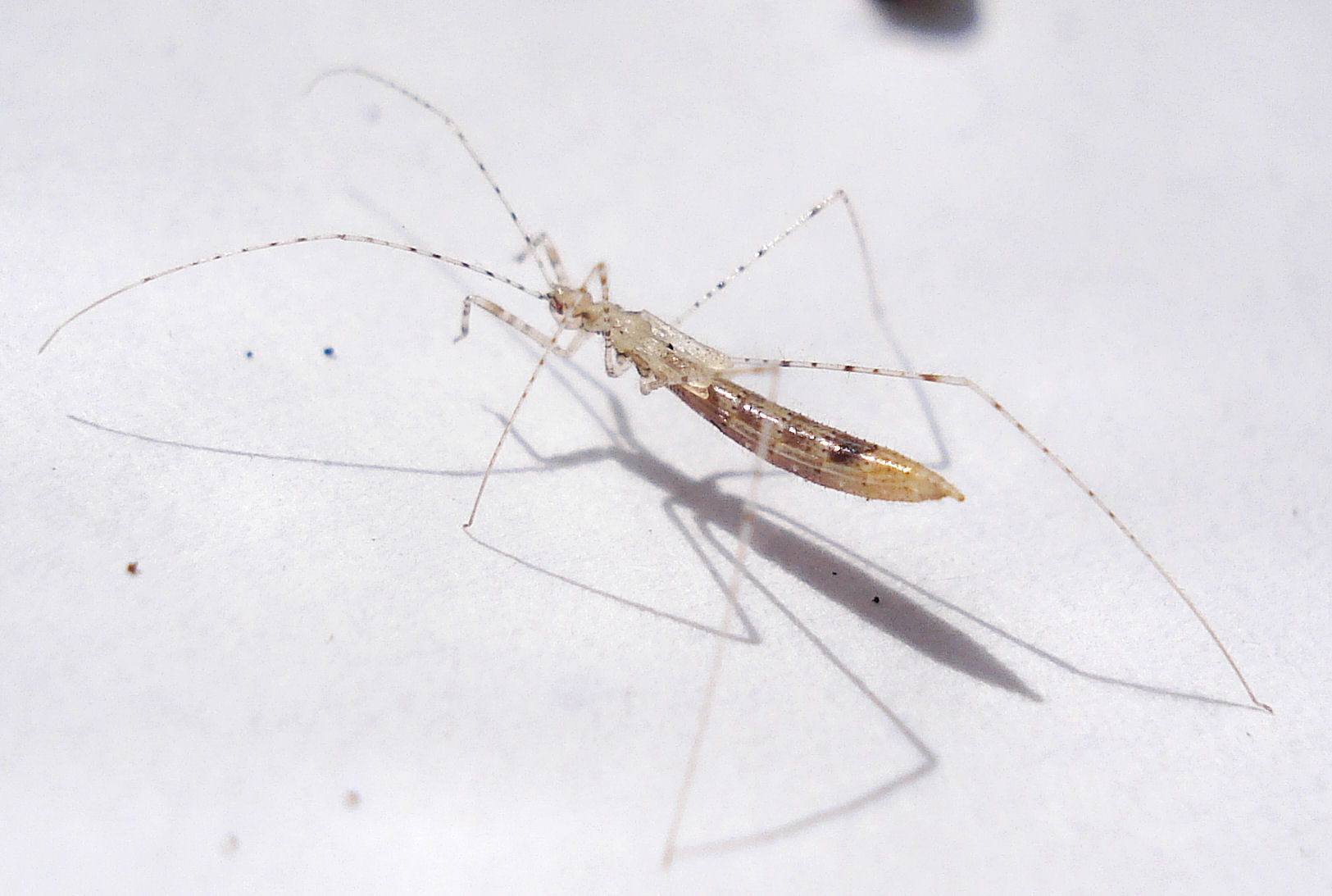
Nymphe von Empicoris vagabundus

Empicoris vagabundus, auch Unstete Mückenraubwanze genannt, ist eine Wanzenart aus der Familie der Raubwanzen (Reduviidae).

## Merkmale
Die Wanzen werden 5,8 bis 7,2 Millimeter lang. Sie haben mit ihrem mückenähnlichen Körper Ähnlichkeit mit Stelzenwanzen (Berytidae), können von diesen aber leicht anhand ihres gekrümmten Rostrums unterschieden werden. Empicoris vagabundus ist von den im gleichen Gebiet auftretenden ähnlichen Arten der Gattung Empicoris anhand ihrer Größe und den blassen Seiten des Connexiviums zu unterscheiden. Das Schildchen (Scutellum) trägt einen Dorn. Die Fühler und die Schenkel (Femora) sind dunkel geringelt. Das vorderste Beinpaar ist zu Raubbeinen modifiziert. Punktaugen (Ocelli) fehlen.

## Vorkommen und Lebensraum
Die Art ist in Europa, östlich über Sibirien und Zentralasien bis in den Norden Chinas verbreitet. Sie fehlt in den südlichen Mittelmeerländern. Durch den Menschen wurde sie in Nordamerika eingeschleppt. In Deutschland und Österreich tritt sie überall auf und ist auch in den höheren Lagen der Mittelgebirge und der Alpen bis über 1000 Meter Seehöhe nachgewiesen. Sie ist nicht selten. Besiedelt werden bevorzugt schattige Lebensräume mit höherer Luftfeuchtigkeit. Sonnige Orte werden gemieden.

## Lebensweise
Empicoris vagabundus lebt auf Laub- und Nadelbäumen, wie Eichen (Quercus), Ulmen (Ulmus), Linden (Tilia), Äpfeln (Malus), Fichten (Picea), Lärchen (Larix), Wacholdern (Juniperus) und Lebensbäumen (Thuja). Man findet sie vor allem am Stamm und an den Ästen alter Bäume mit Bewuchs von Flechten und Moosen. Häufig leben sie etwa an den abgestorbenen unteren Ästen von Fichten. Dort jagen sie ihre vermutliche Hauptbeute, Staubläuse (Psocoptera). In Mitteleuropa überwintern vermutlich überwiegend die Imagines. Die Paarung ist sowohl im Herbst, als auch im Frühjahr dokumentiert. Die Weibchen legen ihre Eier ab Mai ab. Die Nymphen treten im Früh- und Hochsommer auf, die Adulten der neuen Generation ab Juli, überwiegend aber ab August. Es scheint in unterschiedlichen Jahren regionale Unterschiede beim Entwicklungszyklus zu geben. Da man auch im Winter Nymphen antreffen kann, wäre es denkbar, dass auch eine zweijährige Entwicklung mit zwei Überwinterungen, einmal als Nymphe und einmal als adulte Wanze möglich ist.

## Belege